# شتورمجيشوتس 3
Sturmgeschütz III مدفع هجوم ( ستج 3) أكثر مركبات القتال المدرعة تتبعًا في ألمانيا والتي تم إنتاجها بالكامل حتى نهايةالحرب العالمية الثانية، وثاني أكثر المركبات القتالية الألمانية إنتاجًا من أي نوع بعد أس دي.كيه أف زي. 251. تم بناؤها على هيكل دبابة بانزر 3، حيث تم استبدال البرج بهيكل مدرّج وثابت يتصاعد بمدفع أكثر قوة. تم تصميم ستج 3 في البداية كمدفع هجومي متنقل لدعم المشاة بإطلاق النار بشكل مباشر، وكان يشبه إلى حد كبير مركبة قتال مدرعة اللاحق، تم استخدامه كمدمر للدبابات. 

## الأداء ضد مركبات العدو
نطاق فعال يقدر ضد الأهداف، على افتراض زاوية جانبية 30 درجة. مأخوذة من تقرير <i id="mwWg">واو بروف</i> بتاريخ 5 أكتوبر 1944. 
| بندقية        | 7,5 سم ستوك 40 | 75 مم M3 | 7,5 سم ستوك 40 | 76 مم M1A1 |
| استهداف       | M4A2           | Stug III | M4A4           | Stug III   |
| أمامي         |                |          |                |            |
| ------------- | -------------- | -------- | -------------- | ---------- |
| برج           | 1000 م         |          | 1000 م         |            |
| حول المدفع    | 100 م          | 100 م    | 100 م          | 1500 م     |
| DFP أو جلاسيس | 0 م            | 100 م    | 0 م            | 1700 م     |
| أنف           | 1300 م         | 100 م    | 1300 م         | 1600 م     |
| جانب          |                |          |                |            |
| برج           | 3000 م         |          | 3000 م         |            |
| ممتاز         | 3500 م +       | 3000 م   | 3500 م +       | 3500 م +   |
| هيكل السفينة  | 3500 م +       | 3000 م   | 3500 م +       | 3500 م +   |
| خلفي          |                |          |                |            |
| برج           | 3000 م         |          | 3000 م         |            |
| هيكل السفينة  | 3500 م +       | 3500 م + | 3500 م +       | 3500 م +   |

| بندقية        | 7,5 سم ستوك 40 | 85 مم S-53 | 7,5 سم ستوك 40 | 122 مم A-19 |
| استهداف       | T-34-85        | Stug III   | IS-122         | Stug III    |
| أمامي         |                |            |                |             |
| ------------- | -------------- | ---------- | -------------- | ----------- |
| برج           | 700 م          |            | 100 م          |             |
| حول المدفع    | 100 م          | 1100 م     | 0 م            | 2100 م      |
| DFP أو جلاسيس | 0 م            | 1500 م     | 0 م            | 2700 م      |
| أنف           | 0 م            | 1400 م     | 100 م          | 2700 م      |
| جانب          |                |            |                |             |
| برج           | 1300 م         |            | 300 م          |             |
| ممتاز         | 1400 م         | 3500 م +   | 200 م          | 3500 م +    |
| هيكل السفينة  | 3200 م         | 3500 م +   | 500 م          | 3500 م +    |
| خلفي          |                |            |                |             |
| برج           | 1800 م         |            | 0 م            |             |
| هيكل السفينة  | 1000 م         | 3500 م +   | 100 م          | 3500 م +    |

## المتغيرات

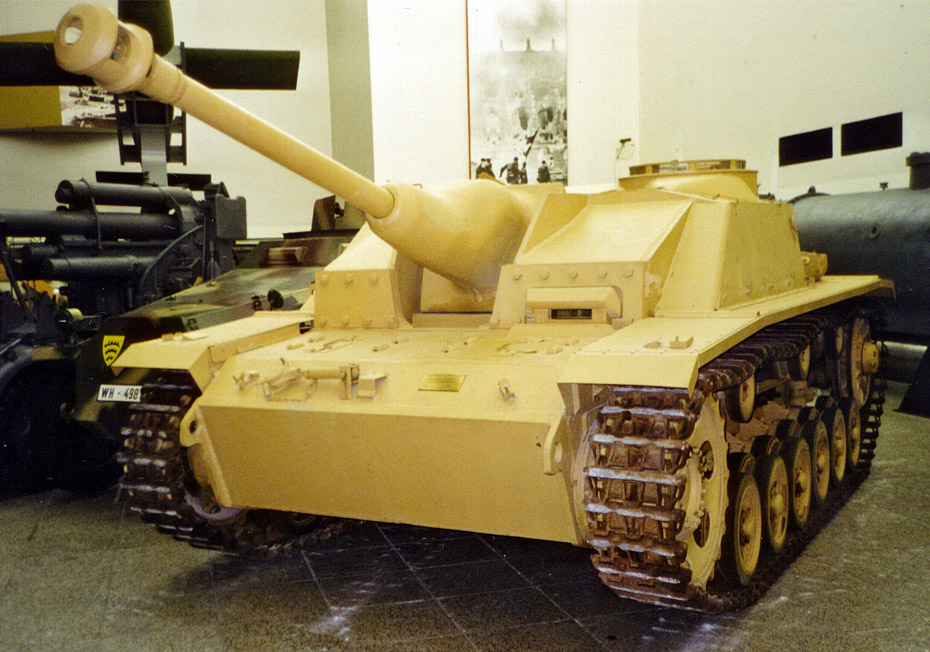
StuG III في متحف التاريخ العسكري في درسدن.

أعداد الإنتاج كانت: 

## معرض الصور

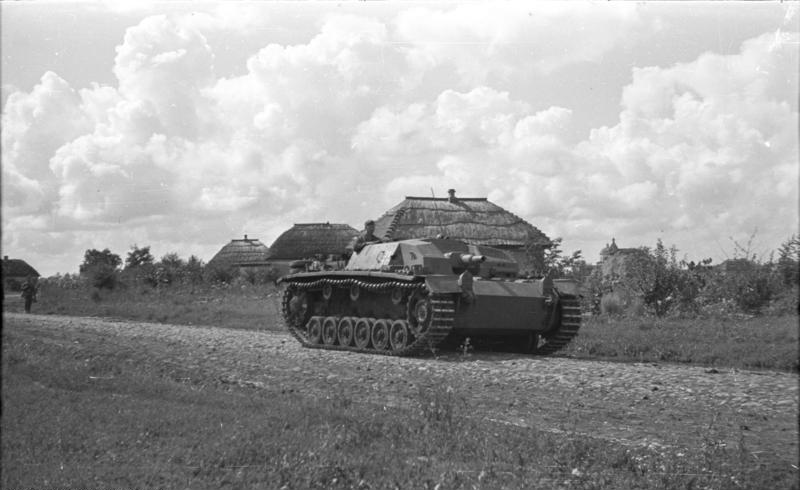
StuG III Ausf.B في الاتحاد السوفيتي ، 1941.
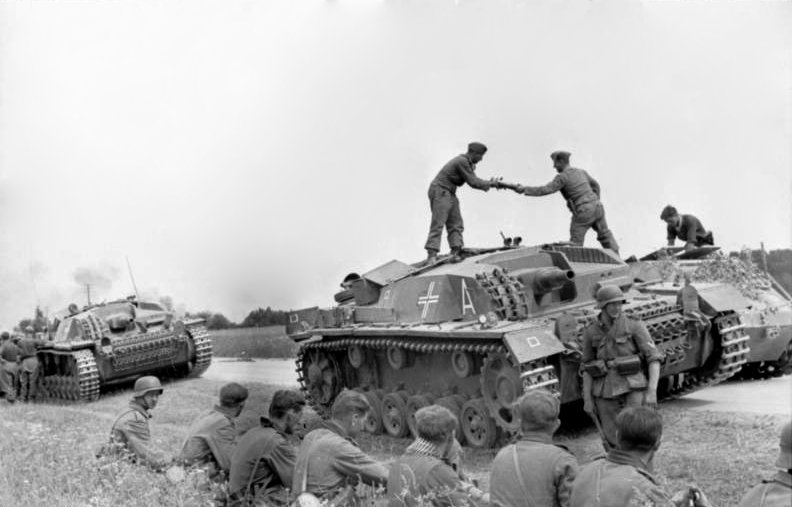
StuG III Ausf.B في لاتفيا أثناء عملية البلطيق .
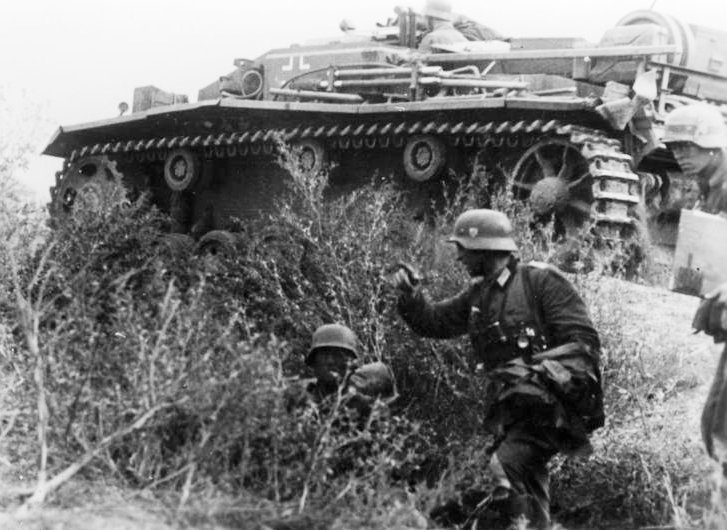
معركة ستالينغراد : تقدم مشاة ومسدس هجوم StuG داعم نحو وسط المدينة.
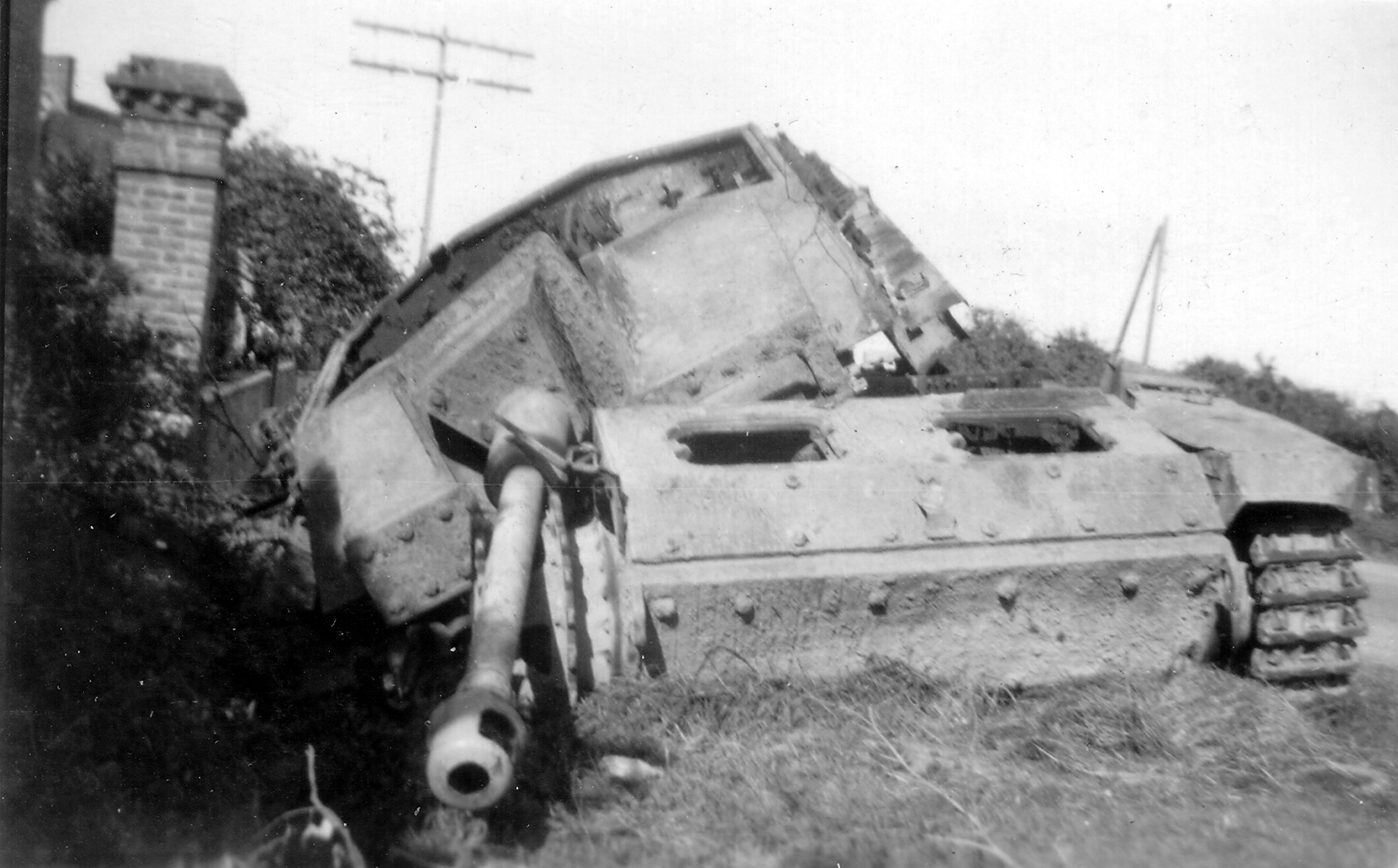
A StuG III Ausf.G الذي تم تدميره في النورماندي جراء انفجار داخلي كارثي  [لغات أخرى]‏ ، 1944.
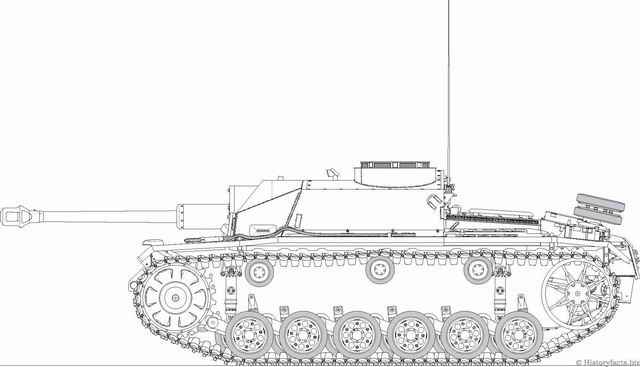
الإنتاج الأولي StuG III Ausf. زاي ، ديسمبر 1942.
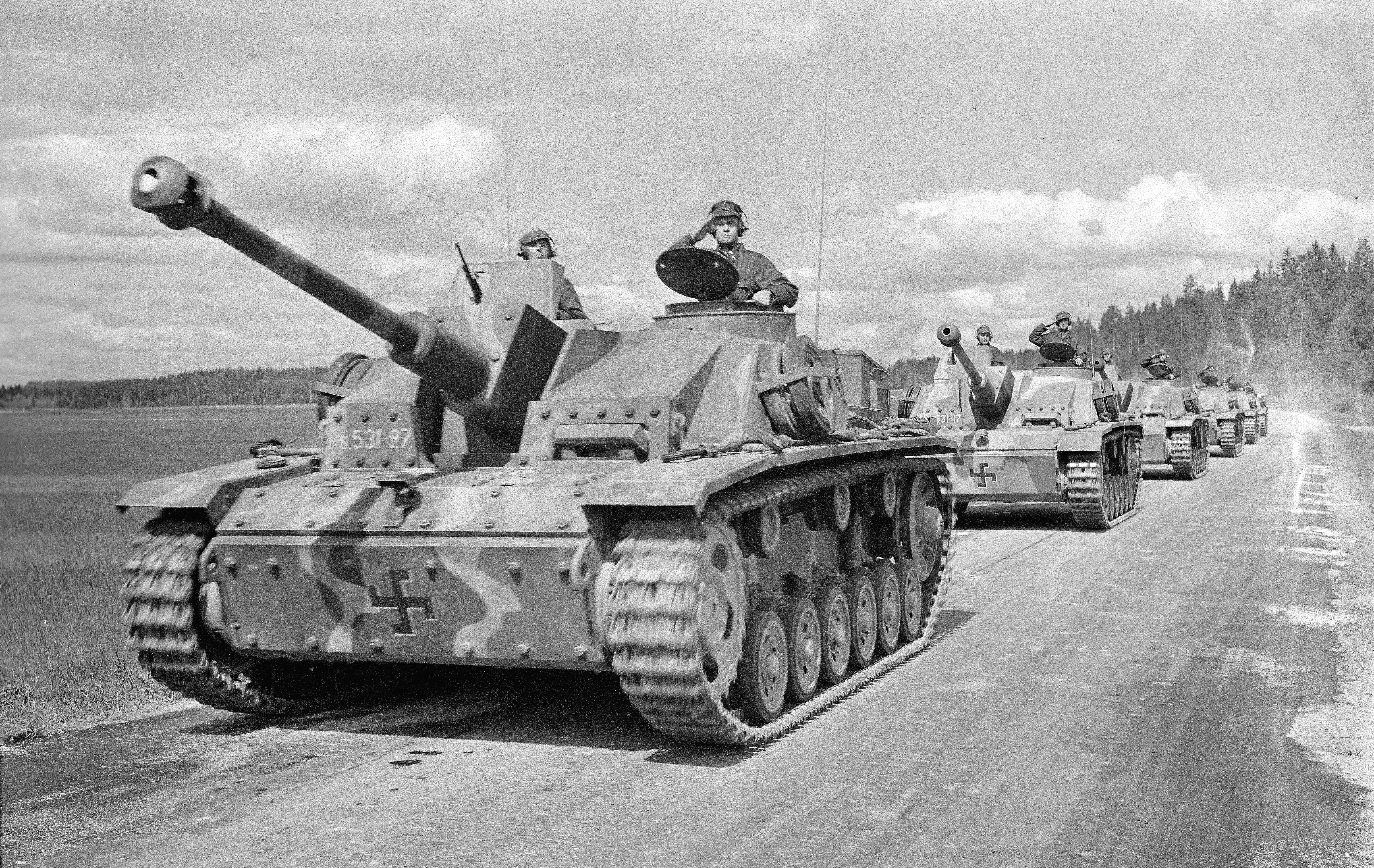
الفنلندية StuG III Ausf. زاي (يونيو 1944).
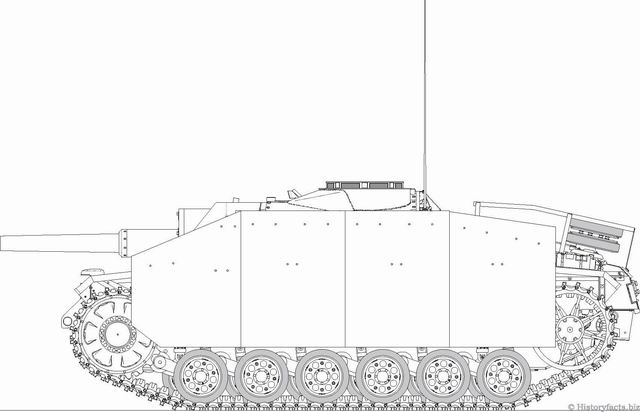
Sturmhaubitze 42 تُظهِر لوحات المدرعة الجانبية Schürzen .
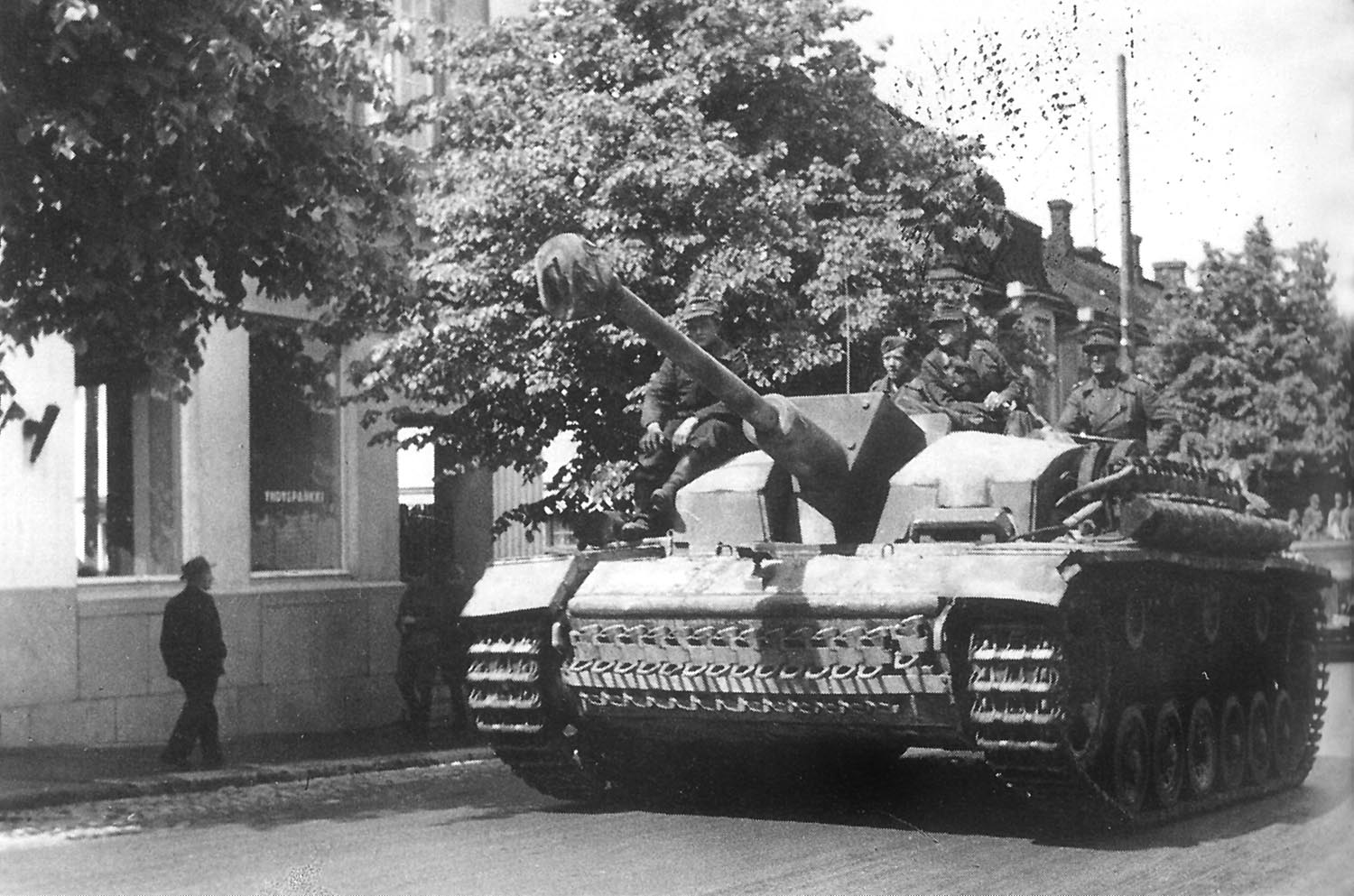
الألمانية StuG III Ausf.F في فنلندا تُظهر الدروع الخرسانية المضافة إلى البنية الفوقية.
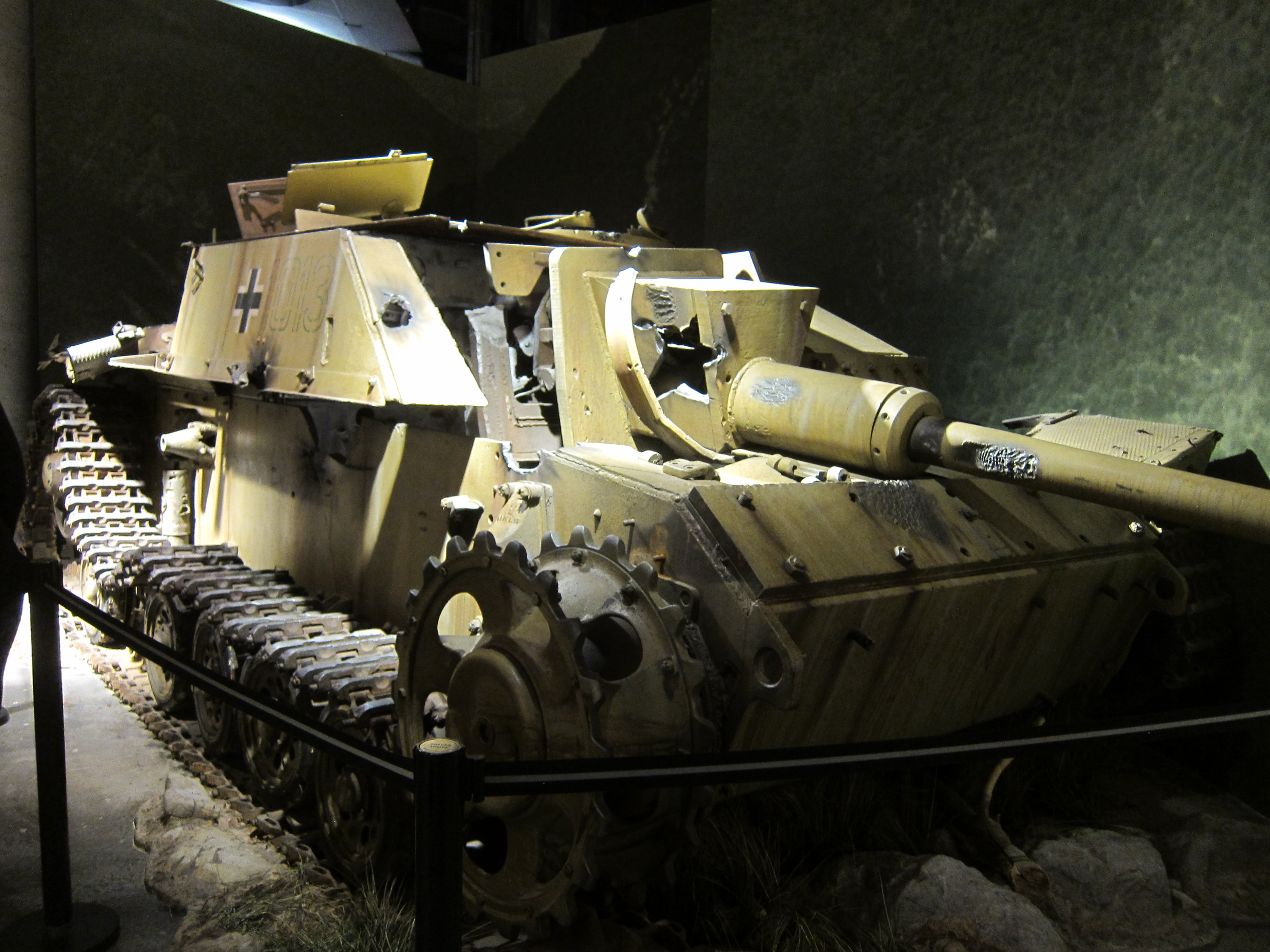
StuG III Ausf.G - متحف الحرب الكندي.

## المشغلون
- وصلة=|حدود  Nazi Germany - المشغل الرئيسي

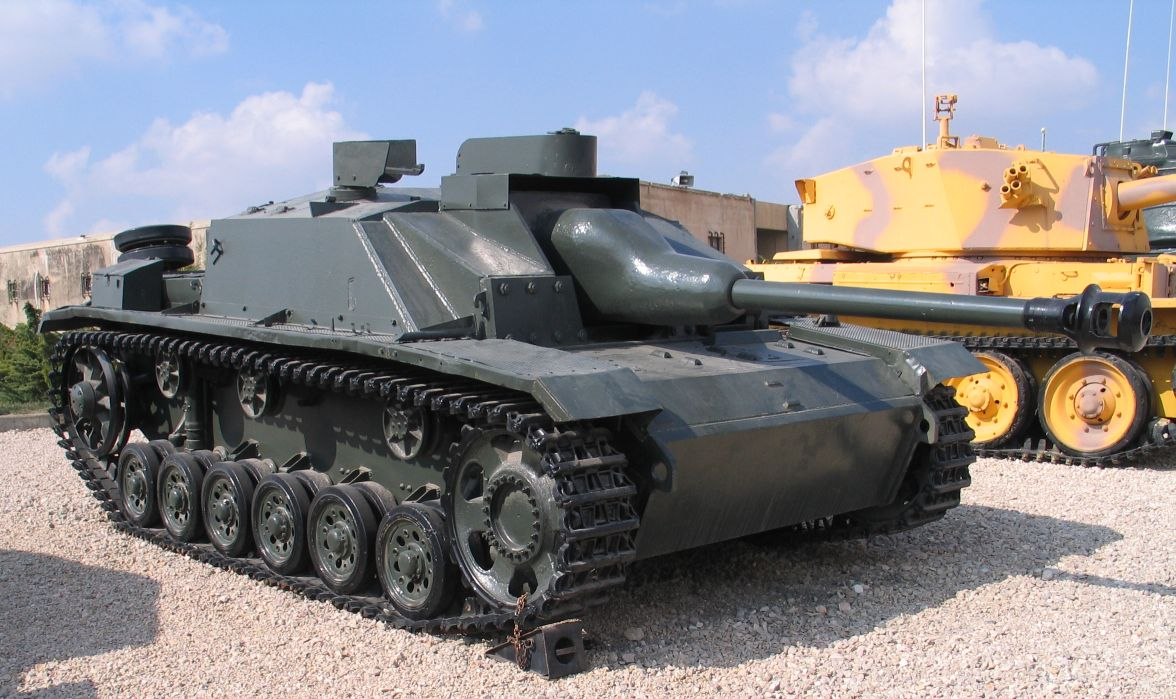
الجيش السوري

- وصلة=|حدود  Kingdom of Romania - عدة مئات قدمتها ألمانيا و (ما بعد الحرب) اتحاد الجمهوريات الاشتراكية السوفياتية وجميع ألغيت بحلول عام 1954
- وصلة=|حدود  Kingdom of Bulgaria - العديد من المورّدات من ألمانيا و (ما بعد الحرب) في الاتحاد السوفييتي وكلها إما ألغيت أو تحولت إلى مواقع أسلحة على الحدود التركية
- وصلة=|حدود  Finland - تم استلام 30 StuGs ، الملقب ب "Sturmi" ، في عام 1943 وحصلت على 29 آخرين في عام 1944 ، وجميعهم من ألمانيا مباشرة. كانت تستخدم خلال حرب استمرار ضد الاتحاد السوفيتي في عام 1944. [3]
- وصلة=|حدود  Czechoslovakia - تم أسر العديد منهم بعد الحرب وكلهم إما ألغوا أو بيعوا لسوريا
- وصلة=|حدود  France - تم أسر العديد منهم بعد الحرب وتم تشغيلهم لفترة قصيرة قبل أن يتم تخريدهم أو بيعهم إلى سوريا
- وصلة=|حدود  Kingdom of Hungary - 50 قدمتها ألمانيا في عام 1944
- وصلة=|حدود مملكة إيطاليا - 12 تم استلامها من ألمانيا في عام 1943 وتم تعيينها في الفرقة الأولى المدرعة بلاشيرت "M"
- وصلة=|حدود  Norway - تم استخدام المعدات العسكرية الألمانية المستسلمة من 1947 إلى 1951 [4]
- وصلة=|حدود  Spain - في عام 1943 ، تلقت Franco's Spain 10 وحدات واستخدمتها حتى عام 1954. واحد أوسف. لا يزال G في حالة قابلة للقيادة في Museo Histórico Militar de Cartagena ، إسبانيا
- وصلة=|حدود  Sweden - تم استلام متغير StuG III D من النرويج في عام 1947 ، يستخدم في تجارب واختبار الألغام المضادة للدبابات، وواحد StuG III Ausf. جي المستخدمة لقطع الغيار [5]
- وصلة=|حدود  Syria - تم الحصول على 30 دولة على الأقل من دول مختلفة من بينها الاتحاد السوفيتي وفرنسا وإسبانيا وتشيكوسلوفاكيا خلال الخمسينيات
- وصلة=|حدود  Turkey - وردت من ألمانيا في الحرب العالمية الثانية
- وصلة=|حدود  Soviet Union - عدة مئات من المركبات التي تم الاستيلاء عليها تستخدم للاختبار والتعديلات، بما في ذلك مدفع SU-76i الاعتداء ومدافع هاوتزر SG-122 ذاتية الدفع، مع وجود البعض الآخر (قليل جدًا) للاستخدام في الخطوط الأمامية
- وصلة=|حدود  SFR Yugoslavia - تم الاستيلاء على الكثير من ألمانيا وحلفائها المحليين في البلقان واستهلكوها حتى الخمسينيات